# Biodermal
Biodermal is een Nederlands huidverzorgingsmerk.

## Geschiedenis
Het merk is in 1975 is opgericht door biochemicus drs. Hans Schreuder (1941-2022) uit Baarn. Juist vanwege zijn eigen overgevoeligheid/ allergie problemen ontwikkelde hij een nieuw type huidcreme. Hij baseerde de naam op drie elementen: BIOlogische processen, DERMAL (de huid) en (AL)lergien. Het nieuwe product was bedoeld voor de huidverzorgingsmarkt.
Samen met zijn vrouw, die commercieel directeur was van het bedrijf/laboratorium,  ontwikkelde oprichter Schreuder naast de diverse huidverzorgingscremes vervolgens ook andere producten zoals waspoeder, badolie en shampoo.

In 1998 verkocht oprichter Schreuder 60% van de aandelen aan Numico (o.a. bekend van Nutricia).

Twee jaar later volgde de definitieve overname door dit bedrijf. Door financiële problemen verkocht Numico op haar beurt nog geen jaar later het merk weer aan het Belgische beursgenoteerde bedrijf Omega Pharma. In 2015 werd Omega Pharma overgenomen door het Amerikaanse bedrijf Perrigo.

## Producten
- P-CL-E creme (1975)
- Biodermal zonbescherming (1988)[4]
- JP creme (1988)[5]
- Lt creme (1988)[6]
- Hair repair (1994)[7]